# Peachna Conservation Park
Peachna Conservation Park är en park i Australien. Den ligger i delstaten South Australia, omkring 300 kilometer nordväst om delstatshuvudstaden Adelaide. Peachna Conservation Park ligger 54 meter över havet.
Trakten runt Peachna Conservation Park är nära nog obefolkad, med mindre än två invånare per kvadratkilometer.. Närmaste större samhälle är Murdinga, omkring 15 kilometer nordost om Peachna Conservation Park.
Omgivningarna runt Peachna Conservation Park är huvudsakligen savann. Genomsnittlig årsnederbörd är 468 millimeter. Den regnigaste månaden är juni, med i genomsnitt 98 mm nederbörd, och den torraste är oktober, med 11 mm nederbörd.